# Idaea cavenacata
Idaea cavenacata là một loài bướm đêm trong họ Geometridae.